# Włoszczowsko-Jędrzejowski Obszar Chronionego Krajobrazu
Włoszczowsko-Jędrzejowski Obszar Chronionego Krajobrazu – obszar chronionego krajobrazu położony w zachodniej i centralnej części województwa świętokrzyskiego. Zajmuje powierzchnię 703,89 km² i obejmuje tereny gminy Oksa oraz część obszaru gmin Imielno, Jędrzejów, Kije, Krasocin, Małogoszcz, Nagłowice, Sobków i Włoszczowa.
Obszar utworzono głównie w celu ochrony wód zlewni rzek Nidy i Pilicy oraz zbiornika wód podziemnych Niecka Miechowska. Ponadto obszar spełnia funkcję klimatotwórczą w centralnej części województwa.
Roślinność w obszarze jest zróżnicowana. W okolicach Włoszczowy i Kurzelowa występują kompleksy torfowisk wysokich i przejściowych. Powstały one na obszarach zabagnionych oraz w bezodpływowych dolinach pomiędzy wydmami. Szczyty wydm porośnięte są wilgotnymi sosnowymi borami chrobotkowymi. Na obrzeżach występują bory bagienne i olsy. Rosną tu rzadkie rośliny chronione: kokoryczka wonna, pomocnik baldaszkowaty, sasanka łąkowa i widłak goździsty. Występuje tu także bardzo rzadki gatunek paproci – długosz królewski.
W dolinie Białej Nidy występują liściaste lasy łęgu jesionowo-olszowego, wilgotne grądy oraz zespoły borów sosnowych. Do występujących tu roślin chronionych należą ciemiężyca zielona, długosz królewski, lepiężnik biały, lilia złotogłów, kosaciec syberyjski, pełnik europejski, wawrzynek wilczełyko i zawilec jaskrowaty. Na terenie rezerwatu przyrody Gaj rośnie obuwik pospolity. Charakterystyczne dla tego obszaru są występujące na działach wód torfowiska wysokie, a także torfowiska przejściowe i niskie.
Do ssaków występujących na tym terenie należą: dzik, jeleń, lis i sarna. W ornitologicznym rezerwacie przyrody Ługi występują: bocian czarny, żuraw, czapla siwa, czernica, głowienka, kszyk, podgorzałka oraz brodźce i bekasowate.